# قاسم أمين (السودان)
قاسم أمين هو أحد أبرز القِيادات العُمالية في تاريخ السودان الحديث، وُلد بالخُرطوم بحري عام 1923 وتخرج من المدرسة الأهلية الوُسطى بأُمدرمان عام 1941 ثم إلتحق بمدرسة الصنائِع بـ عطبرة .

## حياته
برز كقائد عُمالي مُحنك وسط عُمال السِكة حديد بعطبرة ، عمل سِكرتيرآ لِلجنة مُؤتمر الخِريجين الفرعية، وإشترك في العديد من التظاهرات وحُوكِم بالسجن. مَثٌل عُمال السِكة حديد في جميع المُؤتمرات السَنوية لإتحاد نِقابات عُمال السودان، ومن ابرز قيادات الحزب الشيوعي السوداني
من الذين خاضوا النضال مع القائد العمالي الشفيع احمد الشيخ وموسى متى وآخرين في الخمسينيات لإجبار الاستعمار للاعتراف بتنظيمهم النقابي المعروف بهيئة شئون العمال ولقد كان والذي ظل يناضل في الشق الاقتصادي من أجل حقوق العمال وفي الشق السياسي من أجل الاستقلال بجانب الأحزاب السياسية حتى نال السودان استقلاله في عام 1956
ولقد ساهم التنظيم النقابي العمالي في المساهمة في تكوين الاتحاد الطلابية واتحادات الموظفين والمهنيين وبعد الاستقلال ظل قاسم أمين ورفاقه يناضلون من أجل حقوق العمال ومن اجل تكملة الاستقلال السياسي بالاستقلال الاقتصادي حتى قيام انقلاب الفريق إبراهيم عبود عام 1958 والذي قام بحل النقابات والأحزاب وبدأت مرحلة جديدة من النضال السري لاستعادة الديمقراطية وكان قاسم في قلب المعارك

## اعتقاله
إعتقل لفترة طويلة علي أيام حُكم الرئيس السوداني الاسبق جعفر محمد نِميري بعد عودته من الخارج في 1974 وبَقى بالسجن حتى عام 1978.ثم تدهورت حالته الصِحية وسَافر للإستشفاء وعندما عاد للبلاد إعتقل مرة أخرى.

## وفاته
أُصيب بالشلل في سِجن نميري ثم سافر الي براغ مستشفياً مرة أخرى وتوفي بها في فبراير1980 م